# Kill Rock 'N Roll
Kill Rock 'n Roll (2006) es un sencillo del álbum Hypnotize el grupo armenio/estadounidense de heavy metal System of a Down. La letra fue escrita por Daron Malakian, al igual que la composición de la música y tiene una duración de 2:27.
El título no tiene nada que ver con su significado, como aclaró Daron Malakian, sino de que se trata de un conejo al que mató sin querer con su auto y le puso de nombre Rock 'N Roll. En la letra se puede oír: «Accidents Happen!» debido a su accidente con dicho conejo, así como «Eat all the grass that you want» debido a que se trata de ese mismo conejo.

## Lista de canciones
| N.º | Título                               | Duración |  |
| 1.  | «Kill Rock 'N' Roll» (edit)          | 2:33     |  |
| 2.  | «Kill Rock 'N' Roll» (album version) | 2:27     |  |

- Datos: Q2268003